# Closed shop

Le closed shop (littéralement « atelier fermé » mais sémantiquement « monopole d'embauche ») désigne, dans les pays anglo-saxons, un système dans lequel l'employeur ne peut embaucher que des salariés syndiqués. Il repose sur l'idée qu'un salarié non syndiqué n'a pas à « profiter du résultat d'une lutte sociale qui aurait été lancée par ses camarades de travail sans son concours ».
Il a été historiquement présent au Canada, au Royaume-Uni et aux États-Unis. En France, un système équivalent a été mis en place par la CGT dans les imprimeries ou encore parmi les dockers. Les tisseurs de Roanne obtinrent le même système. En Colombie, il a été mis en place en 1944 par le président Alfonso López Pumarejo dans le cadre d'un plan de mesures favorables aux syndicats. 
Critiqué par la théorie libérale comme attentatoire à la liberté contractuelle et celle de travailler, le closed shop a été interdit aux États-Unis en 1947 par la loi Taft-Hartley.
En 1981, la Cour européenne des droits de l'homme a, sur la base de l'article 11 de la Convention européenne des droits de l'homme affirmant la liberté syndicale, condamné le licenciement de trois employés de British Rail qui avaient, pour des motifs divers, refusé de s'affilier à un des syndicats reconnus par l'entreprise.
Au Royaume-Uni, la Première ministre Margaret Thatcher l'a fait progressivement restreindre par des Employment Acts successifs en 1980, 1982, 1984, 1987 et 1988. L’Employment Act de 1990 a aboli strictement le closed shop, jugé attentatoire à la liberté de ne pas se syndiquer, garantie par la Charte sociale européenne.